# Championnat du monde d'échecs par correspondance
Pour les articles homonymes, voir Championnat du monde d'échecs (homonymie).
Le championnat du monde d'échecs par correspondance est la compétition majeure organisée par la fédération internationale du jeu d’échecs par correspondance (ICCF).
Ils sont réalisés dans leur version  masculine et féminine, individuellement ou en équipe (Olympiades). La Coupe du Monde et la Coupe du Monde des vétérans sont d'autres options.
Au début, la méthode de transmission des mouvements se faisait par le système postal. C'était lent et peu sûr, en particulier dans les communications intercontinentales. En 1999, L'ICCF adopte le courrier électronique. Il gagne en légèreté bien que les pertes  persistent.

## Champions du monde ICCF
En 1947, à l'initiative du Suédois Erik Larsson, débutent les préliminaires du premier Championnat du monde d'échecs par correspondance, auquel participent 77 joueurs de 22 nationalités. Cecil Purdy (Australie) a remporté l'édition inaugurale. Le Français Christophe Léotard a été sacré champion du monde en 2007. Aleksandr Dronov (Russie) a remporté le titre à trois reprises.
Jusqu'au 11e Championnat du Monde, les candidats devaient surmonter une demi-finale pour atteindre la finale.  À partir de la suivante s'ajoute une nouvelle étape avant la finale : Candidats (1979). Compte tenu de l'augmentation constante du nombre de participants, depuis la 30e Championnat du Monde, les Préliminaires (2006) viennent s'ajouter avant la demi-finale. L'ordre des étapes a ainsi été établi : Préliminaire, Demi-finale, Candidats et Finale.
| Finale | années      | Vainqueur                                      | Nationalité               | Deuxième(s)                                 |  |
| ------ | ----------- | ---------------------------------------------- | ------------------------- | ------------------------------------------- |  |
| n° 01  | (1950-1953) | Cecil Purdy                                    | Australie                 | Harald Malmgren                             |  |
| n° 02  | (1956-1959) | Viatcheslav Ragozine                           | Union soviétique          | Lucius Endzelis                             |  |
| n° 03  | (1959-1962) | Albéric O'Kelly                                | Belgique                  | Piotr Doubinine                             |  |
| n° 04  | (1962-1965) | Vladimir Zagorovski                            | Union soviétique          | Giorgueï Borissenko                         |  |
| n° 05  | (1965-1968) | Hans Berliner                                  | États-Unis                | Jaroslav Hybl                               |  |
| n° 06  | (1968-1971) | Horst Rittner                                  | Allemagne de l'Est        | Vladimir Zagorovski                         |  |
| n° 07  | (1972-1976) | Jakov Estrine                                  | Union soviétique          | Josef Boey                                  |  |
| n° 08  | (1975-1980) | Jørn Sloth                                     | Danemark                  | Vladimir Zagorovski                         |  |
| n° 09  | (1977-1983) | Tõnu Õim                                       | Union soviétique          | Fritz Baumbach                              |  |
| n° 10  | (1978-1984) | Victor Palciauskas                             | États-Unis                | Juan Sebastian Morgado                      |  |
| n° 11  | (1983-1989) | Fritz Baumbach                                 | Allemagne de l'Est        | Guennadi Nesis                              |  |
| n° 12  | (1984-1991) | Grigori Sanakoïev                              | Union soviétique          | Josef Franzen                               |  |
| n° 13  | (1989-1998) | Mikhaïl Oumanski                               | Russie                    | Erik Bang                                   |  |
| n° 14  | (1994-2000) | Tõnu Õim                                       | Estonie                   | Ove Ekebjaerg                               |  |
| n° 15  | (1996-2002) | Gert Jan Timmerman                             | Pays-Bas                  | Joop van Oosterom                           |  |
| n° 16  | (1999-2004) | Tunç Hamarat                                   | Autriche                  | Ruud Malliangkay                            |  |
| n° 17  | (2002-2007) | Ivar Bern                                      | Norvège                   | Wolfgang Rohde                              |  |
| n° 18  | (2003-2005) | Joop van Oosterom                              | Pays-Bas                  | Hans-Marcus Elwert                          |  |
| n° 19  | (2004-2006) | Christophe Léotard                             | France                    | Frank Gerhardt                              |  |
| n° 20  | (2004-2011) | Pertti Lehikoinen                              | Finlande                  | Stefan Winge                                |  |
| n° 21  | (2005-2008) | Joop van Oosterom                              | Pays-Bas                  | Alexander J. Ugge                           |  |
| n° 22  | (2007-2010) | Aleksandr Dronov                               | Russie                    | Jürgen Bücker                               |  |
| n° 23  | (2008-2011) | Ulrich Stephan                                 | Allemagne                 | Thomas Winckelmann                          |  |
| n° 24  | (2009-2011) | Marjan Šemrl                                   | Slovénie                  | Hans-Dieter Wunderlich                      |  |
| n° 25  | (2009-2012) | Fabio Finocchiaro                              | Italie                    | Richard Hall                                |  |
| n° 26  | (2010-2012) | Ron Langeveld                                  | Pays-Bas                  | Florin Şerban                               |  |
| n° 27  | (2011-2014) | Aleksandr Dronov                               | Russie                    | Matthias Kribben                            |  |
| n° 28  | (2013-2016) | Leonardo Ljubičić                              | Croatie                   | Horacio Neto                                |  |
| n°29   | (2015-2018) | Aleksandr Dronov                               | Russie                    | Jacek Oskuski                               |  |
| n°30   | (2017-2019) | Andreï Kotchemassov                            | Russie                    | Enver Efendiyev                             |  |
| n°31   | (2019-2022) | Fabian Stanach, Christian Muck , Ron Langeveld | Pologne Autriche Pays-Bas |                                             |  |
| n°32   | (2020-2022) | Jon Edwards                                    | États-Unis                | Sergey Osipov, Horacio Neto , Michel Lecroq |  |

## Championnat du monde féminin  ICCF

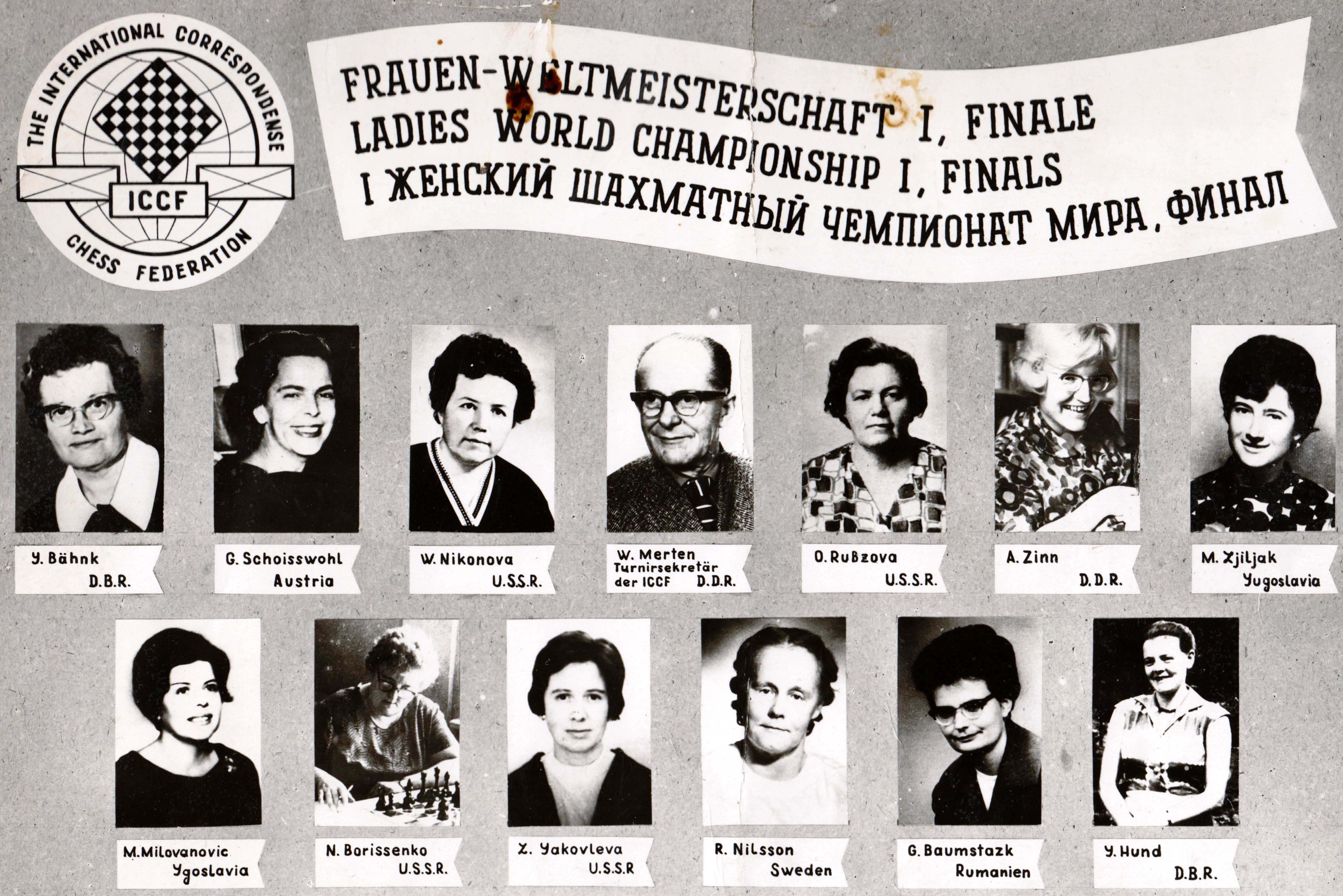
Participantes au 1er championnat du monde féminin.

L'organisation du Championnat du monde féminin était une proposition de Bertl von Massow (Allemagne). Les demi-finales du premier championnat du monde féminin par correspondance ont débuté en 1965, avec 54 inscriptions de 16 pays. La Russe Olga Roubtsova, qui en 1956 avait été sacrée championne du monde FIDE, réalisa le même exploit à l´ICCF en 1972.
La dernière décennie a été dominée par Irina Perevertkhina (Russie) qui a remporté les trois tornuois auxquels elle a participé.
| Finale | Années    | Vainqueuse           | Fédération       | Deuxième(s)                                                          |
| ------ | --------- | -------------------- | ---------------- | -------------------------------------------------------------------- |
| 1      | 1968-1972 | Olga Roubtsova       | Union soviétique | Gertrude Schoisswohl                                                 |
| 2      | 1972-1977 | Lora Iakovleva       | Union soviétique | Olga Roubtsova                                                       |
| 3      | 1978-1984 | Ljuba Kristol        | Israël           | Merike Rotova                                                        |
| 4      | 1984-1992 | Lioudmila Belavenets | Russie           | Nina Orlova                                                          |
| 5      | 1993-1998 | Ljuba Kristol        | Israël           | Ingrida Priedite                                                     |
| 6      | 2000-2005 | Alessandra Riegler   | Italie           | Maja Zelcic                                                          |
| 7      | 2002-2006 | Olga Soukhareva      | Russie           | Mary Jones                                                           |
| 8      | 2007-2010 | Olga Soukhareva      | Russie           | Marie Bazantová                                                      |
| 9      | 2011-2014 | Irina Perevertkina   | Russie           | Maria Lisitcina                                                      |
| 10     | 2014-2017 | Irina Perevertkina   | Russie           | Tatiana Moyeïenko                                                    |
| 11     | 2017-2020 | Irina Perevertkina   | Russie           | Vilma Dambrauskaite Tatiana Moyeïenko                                |
| 12     | 2020-2023 | Irina Perevertkina   | Russie           | Tetiana Yurchuk Victoria Schweer Luz Tinjacá Ramirez Dawn Williamson |

## Coupe du monde
Pour commémorer quarante ans depuis la fondation de la première entité internationale dédiée à l'organisation de tournois d'échecs par correspondance, l'ICFF a organisé la 1re Coupe du Monde. C'est le plus grand concours ouvert de l'ICCF sans distinction d'âge, de sexe ou de classement. Il se joue en trois étapes : Préliminaire, Demi-finale et Finale. 
Le premier a commencé en 1968 avec la participation de 1921 joueurs d'échecs de 42 pays.
Reinhard Moll a gagné 5 fois, suivi de Matthias Gleichmann avec 4 victoires. Olita Rause (Lettonie) a été la seule femme à gagner une fois.
| Finale | Années    | Vainquer                           | Nationalité      | Source |
| ------ | --------- | ---------------------------------- | ---------------- | ------ |
| 1      | 1973-1977 | Karl Maeder                        | Allemagne        | [ 46 ] |
| 2      | 1977-1983 | Gennadi Nesis                      | Union soviétique | [ 47 ] |
| 3      | 1981-1986 | Nikolai Rabinovitch                | Union soviétique | [ 48 ] |
| 4      | 1984-1989 | Albert Popov                       | Union soviétique | [ 49 ] |
| 5-A    | 1987-1994 | Aleksandr Frolov                   | Ukraine          | [ 50 ] |
| 5-B    | 1987-1994 | Gert Timmerman                     | Pays-Bas         | [ 51 ] |
| 6      | 1994-1999 | Olita Rause                        | Lettonie         | [ 52 ] |
| 7      | 1994-2001 | Aleksey Lephikhov                  | Ukraine          | [ 53 ] |
| 8      | 1998-2002 | Horst Staudler                     | Allemagne        | [ 54 ] |
| 9      | 1998-2001 | Edgar Prang                        | Allemagne        | [ 55 ] |
| 10     | 2001-2005 | Frank Schroder                     | Allemagne        | [ 56 ] |
| 11     | 2008-2011 | Reinhard Moll                      | Allemagne        | [ 57 ] |
| 12-E   | 2005-2007 | Reinhard Moll                      | Allemagne        | [ 58 ] |
| 12-P   | 2009-2013 | Mathias Gleichmann                 | Allemagne        | [ 59 ] |
| 13     | 2009-2012 | Reinhard Moll                      | Allemagne        | [ 60 ] |
| 14     | 2009-2012 | Reinhard Moll                      | Allemagne        | [ 61 ] |
| 15     | 2012-2015 | Klemen Sivic                       | Slovénie         | [ 62 ] |
| 16     | 2013-2016 | Uwe Nogga                          | Allemagne        | [ 63 ] |
| 17     | 2014-2017 | Mathias Gleichmann                 | Allemagne        | [ 64 ] |
| 18     | 2015-2019 | Reinhard Moll et Stefan Ulbig      | Allemagne        | [ 65 ] |
| 19     | 2014-2016 | Thomas Herfuth                     | Allemagne        | [ 66 ] |
| 20     | 2017-2020 | Sergueï Kishkin                    | Russie           | [ 67 ] |
| 21     | 2019-2021 | Mathias Gleichmann                 | Allemagne        | [ 68 ] |
| 22     | 2021-2023 | Dmitry Morozov Matthias Gleichmann | Russie Allemagne | [ 69 ] |

## Olympiades d'échecs par correspondance
L'Olympiade est la compétition par équipes la plus importante organisée par l'ICCF. 
Les préliminaires de la première édition ont eu lieu entre 1946 et 1949. Six joueurs d'échecs constituaient chaque équipe des 42 participants de 24 pays.
L'Allemagne a remporté la compétition sept fois, suivie par l'Union soviétique avec six titres.
| #  | Années    | Or                      | Argent                    | Bronze                      | France          |
| -- | --------- | ----------------------- | ------------------------- | --------------------------- | --------------- |
| 1  | 1949-1952 | Hongrie (25)            | Tchécoslovaquie (20)      | Suède (19,5)                |                 |
| 2  | 1952-1955 | Tchécoslovaquie (27,5)  | Suède (27,5)              | Allemagne (27)              | septième (14,5) |
| 3  | 1958-1961 | Union soviétique (35,5) | Hongrie (32,5)            | Yougoslavie (32)            |                 |
| 4  | 1962-1964 | Union soviétique (36)   | Allemagne de l'Est (28,5) | Suède (27,5)                |                 |
| 5  | 1965-1968 | Tchécoslovaquie (31,5)  | Union soviétique (30)     | Allemagne de l'Ouest (29,5) |                 |
| 6  | 1968-1972 | Union soviétique (38)   | Tchécoslovaquie (28,5)    | Allemagne de l'Est (25,5)   |                 |
| 7  | 1972-1976 | Union soviétique (35,5) | Bulgarie (30)             | Royaume-Uni (29,5)          |                 |
| 8  | 1977-1982 | Union soviétique (46,5) | Hongrie (44)              | Royaume-Uni (41,5)          |                 |
| 9  | 1982-1987 | Royaume-Uni (33,5)      | Allemagne de l'Ouest (30) | Union soviétique (27)       |                 |
| 10 | 1987-1995 | Union soviétique (34)   | Angleterre (33,5)         | Allemagne de l'Est (33,5)   |                 |
| 11 | 1992-1999 | Tchécoslovaquie (45,5)  | Allemagne (45,5)          | Canada (40)                 |                 |
| 12 | 1998-2004 | Allemagne (47,5)        | Lituanie (42,5)           | Lettonie (42,5)             |                 |
| 13 | 2004-2009 | Allemagne (38)          | Tchéquie (34,5)           | Pologne (32)                |                 |
| 14 | 2002-2006 | Allemagne (45,5)        | Lituanie (39,5)           | États-Unis (36)             | 4° (35)         |
| 15 | 2006-2009 | Norvège (48)            | Allemagne (47)            | Pays-Bas (46,5)             |                 |
| 16 | 2010-2016 | Tchéquie (33,5)         | Allemagne (28,5)          | France (26,5)               |                 |
| 17 | 2009-2012 | Allemagne (44,5)        | Espagne (43,5)            | Italie (39,5)               |                 |
| 18 | 2012-2016 | Allemagne (41,5)        | Slovénie (41)             | Espagne (39)                | 6° (36)         |
| 19 | 2016-2021 | Bulgarie (27)           | Allemagne (26,5)          | Tchéquie- Pologne (26,5)    | 8° (24)         |
| 20 | 2016-2019 | Allemagne (39,5)        | Russie (39,5)             | Espagne (39)                | 11° (33)        |
| 21 | 2020-2023 | Allemagne (38)          | Luxembourg (37)           | États-Unis (37)             |                 |

## Olympiade par équipes féminines
Pour compléter les championnats du monde féminins, les Olympiades ont été organisées, un tournoi par équipes. Chaque équipe est composée de quatre joueuses d'échecs. 
La première Olympiade a commencé en 1969 avec la participation de 14 pays. Les six premiers Olympiades se sont déroulées en deux étapes : Demi-finale et Finale. À partir du septième édition et en raison du nombre réduit d'entrées, les demi-finales ont été omises. En 2018 s'est tenue la dixième (et dernière) Olympiade. Le Congrès de l'ICCF a décidé de mettre fin aux tournois féminins en évitant la discrimination fondée sur le sexe.
| #  | Années    | Or                    | Argent                    | Bronze                 | France    |
| -- | --------- | --------------------- | ------------------------- | ---------------------- | --------- |
| 1  | 1974-1979 | Union soviétique (22) | Allemagne de l'Ouest (19) | Tchécoslovaquie (15,5) |           |
| 2  | 1980-1986 | Union soviétique (26) | Tchécoslovaquie (26)      | Yougoslavie (20)       |           |
| 3  | 1986-1992 | Union soviétique (23) | Tchécoslovaquie (21)      | Hongrie (14,5)         |           |
| 4  | 1992-1997 | Tchéquie (24)         | Russie (21)               | Pologne (18,5)         |           |
| 5  | 1997-2003 | Russie (25)           | Allemagne (22)            | Tchéquie (18)          | 5° (15,5) |
| 6  | 2003-2006 | Lituanie (26,5)       | Allemagne (23,5)          | Italie (23)            | 7° (12,5) |
| 7  | 2007-2009 | Slovénie (25)         | Lituanie (23,5)           | Allemagne (23)         |           |
| 8  | 2008-2010 | Pologne (27)          | Bulgarie (27)             | Italie (26)            |           |
| 9  | 2011-2014 | Russie (34)           | Lituanie (32,5)           | Allemagne (30)         |           |
| 10 | 2015-2017 | Allemagne (33)        | Lituanie (30)             | Russie (28)            |           |

## Coupe du monde des vétérans
La Coupe du monde des vétérans (pour les joueurs d'échecs de plus de 60 ans) a été créée en 2008.  Cette compétition se déroule en trois étapes: préliminaire, demi-finale et finale.
| Finale | Années    | Vainqueur            | Fédération | Source  |
| ------ | --------- | -------------------- | ---------- | ------- |
| 1      | 2009-2011 | Rob Kruis            | Pays-Bas   | [ 100 ] |
| 2      | 2013-2014 | Vladimir Sergeev     | Russie     | [ 101 ] |
| 3      | 2014-2016 | Frits Bleker         | Grèce      | [ 102 ] |
| 4      | 2015-2017 | Reinhard Sikorsky    | Allemagne  | [ 103 ] |
| 5      | 2016-2017 | Ralf Neubauer        | Allemagne  | [ 104 ] |
| 6      | 2017-2019 | Mattia Boccia        | Italie     | [ 105 ] |
| 7      | 2018-2020 | Sergey Novikov       | Russie     | [ 106 ] |
| 8      | 2019-2021 | Guy van Habberney    | Belgique   | [ 107 ] |
| 9      | 2020-2022 | Jean-Claude Schuller | Luxembourg | [ 108 ] |
| 10     | 2021-2023 | Gediminas Voveris    | Lituanie   | [ 109 ] |